# Юнион (округ, Нью-Мексико)
Юнион (англ. Union County) — округ в штате Нью-Мексико, США. Административный центр округа — посёлок Клейтон. По данным переписи за 2010 год число жителей округа составляло 4549 человек.

## Географическое положение
Площадь округа — 9922 км². Расположен в северо-востоке штата. Юнион находится на Великих равнинах. Восточный пейзаж отмечен столовыми горами и двойными пиками Раббит-Иар. На западе округа находятся два вулкана, Сьерра-Гранде и Капулин. Через Юнион проходят редкие ручьи и река Симаррон. В округе находятся Национальный памятник вулкана Капулин, Национальный исторический маршрут Санта-Фе, Национальные луга Киове и парк штата Клейтон-Лейк.

## История
Индейцы проживали в этом регионе столетиями. В 1717 году испанские силы захватили территории команчей около Раббит-Иар. Округ Юнион был создан в 1893 году, после того как территория стала активным скотоводческим регионом. Округ Юнион является процветающей сельскохозяйственной территорией и входит в число ведущих производителей крупного рогатого скота.

## Население
| Год переписи | Нас.  |  | %±     |
| ------------ | ----- |  | ------ |
| 1910         | 11404 |  | —      |
| 1920         | 16680 |  | 46,3%  |
| 1930         | 11036 |  | −33,8% |
| 1940         | 9095  |  | −17,6% |
| 1950         | 7372  |  | −18,9% |
| 1960         | 6068  |  | −17,7% |
| 1970         | 4925  |  | −18,8% |
| 1980         | 4725  |  | −4,1%  |
| 1990         | 4124  |  | −12,7% |
| 2000         | 4174  |  | 1,2%   |
| 2010         | 4549  |  | 9%     |
| 2016         | 4183  |  | −8%    |

В 2010 году на территории округа проживало 4549 человек (из них 57,0 % мужчин и 43,0 % женщин), насчитывалось 1695 домашних хозяйства и 1073 семьи. Расовый состав: белые — 81,7 %, афроамериканцы — 1,8 %, коренные американцы — 2,0 % и представители двух и более рас — 2,3 %. 39,7 % населения были латиноамериканцами.
Население округа по возрастному диапазону по данным переписи 2010 года распределилось следующим образом: 20,4 % — жители младше 18 лет, 3,2 % — между 18 и 21 годами, 61,7 % — от 21 до 65 лет и 17,9 % — в возрасте 65 лет и старше. Средний возраст населения — 40,9 лет. На каждые 100 женщин в Юнионе приходилось 132,6 мужчин, при этом на 100 совершеннолетних женщин приходилось уже 136,4 мужчины сопоставимого возраста.
Из 1695 домашних хозяйств 63,3 % представляли собой семьи: 48,8 % совместно проживающих супружеских пар (17,1 % с детьми младше 18 лет); 10,1 % — женщины, проживающие без мужей и 4,3 % — мужчины, проживающие без жён. 36,7 % не имели семьи. В среднем домашнее хозяйство ведут 2,29 человека, а средний размер семьи — 2,90 человека. В одиночестве проживали 33,2 % населения, 15,9 % составляли одинокие пожилые люди (старше 65 лет).

## Экономика
В 2015 году из 3520 трудоспособных жителей старше 16 лет имели работу 1536 человек. В 2014 году медианный доход на семью оценивался в 50 804 $, на домашнее хозяйство — в 36 420 $. Доход на душу населения — 21 091 $. 16,4 % от всего числа семей в Юнионе и 16,9 % от всей численности населения находилось на момент переписи за чертой бедности.